# Marie Frileux
Marie Frileux, dite Mme Albert-Mary ou Mary Albert, née à Belfort le 12 juin 1854 et morte à Paris 20e le 21 février 1936) est une dramaturge et directrice de théâtre française.

## Biographie
Marie Frileux est née le 12 juin 1854 à Belfort, fille d'Antoine Frileux et de Barbe Albert, journaliers puis épiciers à Lyon. 
Elle épouse le musicien militaire Emmanuel Mallain en 1871 à Lyon. Un fils, Emmanuel, naît à Lyon en 1872, puis une fille en 1874 à Paris. Le divorce est prononcé en 1894 par le tribunal de la Seine. Marie Frileux se remarie le 3 décembre 1895 à Fontenay-aux-Roses avec Édouard Holacher (1849-1918), directeur du théâtre de Belleville comme son père avant lui. Le couple divorce en 1904. 
Entre 1926 et 1936, elle est domiciliée rue Clavel à Paris. Elle meurt à Paris le 21 février 1936, à l'âge de 82 ans.

## Carrière
Il n'est pas certain qu'elle a fait une carrière d'actrice avant d'écrire. En 1894, elle est dite artiste dramatique. Sa première pièce, La Cambrioleuse, est jouée avec succès au théâtre de Belleville en 1896. Elle se fait dès lors appeler Mary Albert-Frileux, ou madame Albert-Frileux, accolant les noms de ses deux parents.
Entre 1902 et 1907, elle est directrice du théâtre de Belleville, prenant la suite de la famille Holacher, et ce malgré son divorce d’Édouard Holacher en 1904,. Sa direction est plutôt perçue de manière enthousiaste par la presse. En 1907, elle a l'idée de proposer des entractes avec des vues cinématographiques. 
En 1906, elle est nommée officier d'académie.

## Œuvres
- La Cambrioleuse, 1896, théâtre de Belleville[16]
- Le Château de la rage, 1897, théâtre de Belleville[17],[18],[19]